# Louis Wolff
Pour les articles homonymes, voir Wolff.
Louis Wolff (14 avril 1898, Boston - 28 janvier 1972, Manhattan) était un cardiologue américain. Il a donné son nom au syndrome de Wolff-Parkinson-White

## Biographie
Louis Wolff a obtenu son diplôme de médicine à Harvard en 1922. Il fut interne au Massachusetts General Hospital et se spécialisa ainsi en cardiologie. Il était un médecin de service et directeur du laboratoire électrocardiographique au Beth Israel Hospital.

## Vie personnelle
Louis Wolff était marié à Alice Muscanto, une flûtiste née à Vilnius qui jouait dans une troupe musicale avec ses frères et sœurs. Louis Wolff était également un flûtiste d'orchestre. Louis et Alice Wolff ont eu deux enfants, Léa et Richard, devenu cardiologue lui aussi. Après la mort d'Alice, Louis Wolff s'est remarié avec Phyllis Raftell-Wolff, et ils eurent deux autres enfants, Sarah et Charles.